# Брахмотсавам
Брахмотсавам, или Шривари Брахмотсавам (англ. Brahmotsava, Brahma-utsava, Srivari Brahmotsavam, Sri Venkateswara Swami vari Brahmotsavam), — девятидневный индуистский праздник, посвящённый одному из самых популярных образов Вишну, божеству Венкатешваре. Брахмотсавам является древнейшим и самым крупным ежегодным праздником, отмечаемым в Храме Тирумалы Венкатешвары в штате Андхра-Прадеш в Индии. Праздник проводится в честь бога Брахмы, спустившегося на Землю для поклонения Вишну в образе Венкатешвары.
Во время праздника организуются процессии с главным божеством храма, Венкатешварой, который проносится на специальных носилках или колеснице, символизирующих ваханы, по улицам вокруг храма. Праздник длится девять дней в течение месяца ашвина, который в григорианском календаре приходится с сентября по октябрь. Брахмотсавам проводится одновременно с навратри, который празднуется по всей Индии в течение тех же девяти дней.
Считается, что первое празднование брахмотсавам произошло в 966 году. Таким образом, традиция брахмотсавам насчитывает свыше тысячи лет. Празднование привлекает паломников и туристов не только из Индии, но и со всего мира.
В 2019 году, когда брахмотсавам отмечался с 30 сентября по 8 октября, среднее число посетителей храма в сутки составило 83 тысячи человек. Пик пришёлся на седьмой день празднования, когда число зарегистрированных паломников в храме достигало 105 тысяч человек. Ажиотаж вокруг брахмотсавам превратил храм Венкатешвары в самый посещаемый храм в мире. Кроме того, популярность праздника привела к тому, что он отмечается во многих других вайшнавских храмах Южной Индии, посвящённых Вишну.

## Этимология и лунный календарь праздника

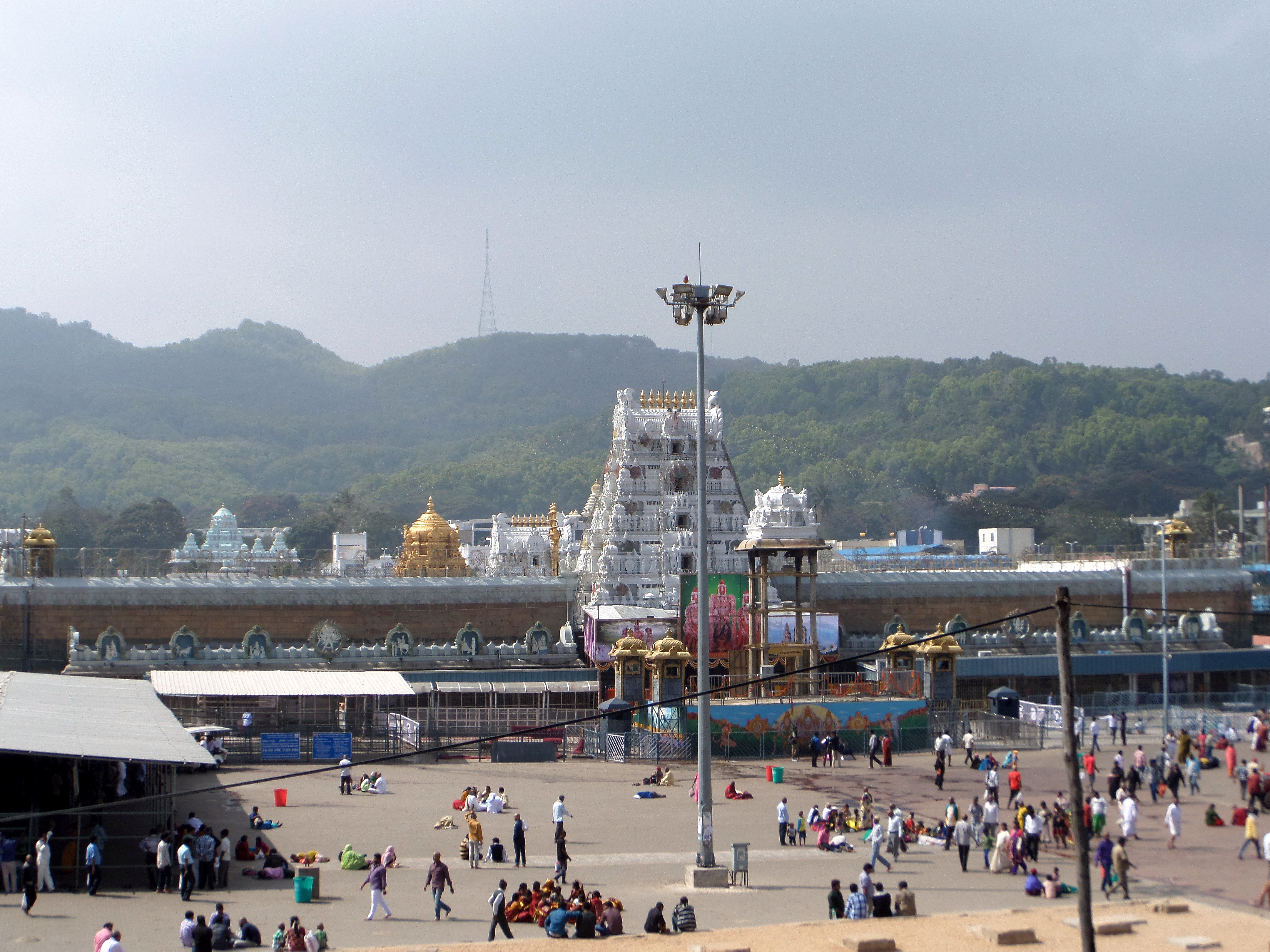
Храм Тирумалы Венкатешвары

Название «брахмотсавам» происходит от сочетания двух слов на санскрите: Брахма и утсавам (IAST: utsavam), то есть праздник. Согласно местной традиции первый праздник провёл сам бог Брахма. Другими названиями праздника являются «Шривари брахмотсавам» (Srivari Brahmotsavam), «Венкатешвара шалакатла брахмотсавамс» (Venkateswara Salakatla Brahmotsavam) и «Венкатешвара наваратри брахмотсавамс» (Venkateswara Navaratri Brahmotsavam).
Другие названия праздника связаны с индийским лунным календарём. Если в лунном календаре текущего года появляется дополнительный месяц (каждые три астрономических года), то в Тирумале-Тирупати вместо одного проводятся два празднования: шалакатла и наваратри. Разница между ними заключается в том, что во время шалакатла утром восьмого дня в церемонии участвует большая колесница, а в ходе наваратри — золотая колесница. Два брахмотсавам проходили в 2015 и 2018 годах и ожидаются в 2021 и 2024 годах.

## История и легенда праздника
Местная легенде о Тирумале гласит, что бог Брахма спускается на Землю, чтобы поклониться Вишну в образе Венкатешваре. Главное божество храма, Венктешвара, также почитает Брахму, о чём свидетельствует пустая колесница перед процессией с Малайяппа свами ().
Брахмотсавам упоминается в «Сканда-пуране», датируемой VIII веком, что говорит о древнейшем происхождении праздника. Первое официальное упоминание о празднике в Храме Тирумала-Венкатешвара датируется 966 годом. Каменная надпись на стене храма гласит, что царица Самавай из династии Паллавов пожертвовала храму землю, доход с которой должен использоваться для организации праздников.
Вплоть до 1582 года брахмотсавам проводился по 12 раз в год, после чего праздник стал ежегодным.

Брахма, прародитель мира, отмечал великий праздник подъёма флага Шри Венкатешвары в месяц (когда Солнце находилось знаке) Каньи (Девы). Каждый год ради посещения Господа во времена Брахмотсавам все люди, все боги, гандхарвы, сиддхи и садху величайшей силы собираются там, о прекрасные брахманы.
— Сканда-пурана. Глава 17, текст 8-10a, VIII век

## Венкатешвара и его храм

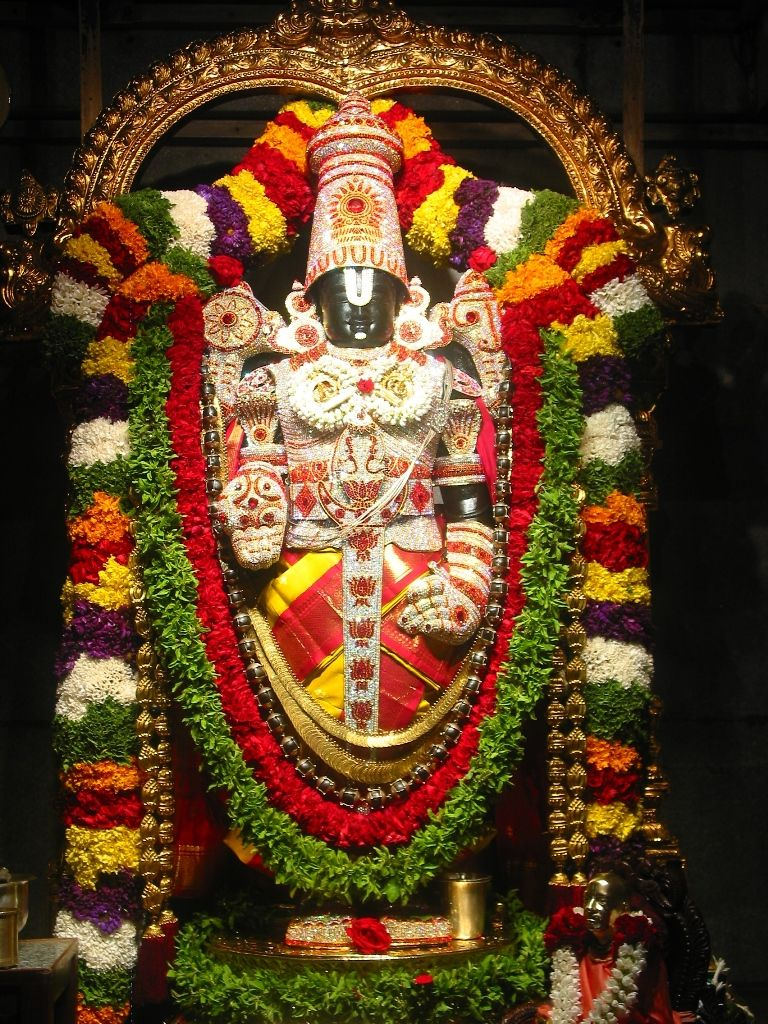
Венкатешвара, называемый Баладжи или Шриниваса — божество, дарующее исполнение желаний и уничтожающее грехи

Венкатешвара известен также как Шриниваса и Баладжи. Его изображают чёрного цвета с четырьмя руками. В двух верхних руках он держит Сударшану-чакру и раковину шанкху. Его нижние руки показывают жесты (мудры) защиты и предания себя на божественную милость. Лицо Венкатешвары не видно, поскольку его большая часть закрыта гигантской вайшнавской тилакой. Во всех храмах его тело полностью закрывают одеждой и цветными гирляндами. Паломники, получающие даршан Венкатешвары, видят только его богато украшенный образ и мудры.
Главный храм, посвящённый Венкатешваре, находится в священной Тирумале в штате Андхра-Прадеш (Индия). Он расположен на вершине холма, внизу которого раскинулся город Тирупати. Считается, что Венкатешвара будет пребывать на холмах Тирумалы до конца Кали-юги, то есть до окончания жизни на Земле. Холмами Тирумалы называют горный хребет Шеша-чалам (Sheshacalam). Их отождествляют с капюшонами божественного многоголового змея Ади-Шеши, на котором Вишну дремлет среди Молочного океана. Самая древняя часть храма датируется между IX и X веками. В нём проводится смешанное богослужение, в котором частично заимствованы шиваитские элементы. С XII века благодаря усилиям основоположника шри-вайшнавизма Рамануджи храм признан вайшнавской святыней, а его божество Венкатешвара — образом Вишну. Но среди паломников можно встретить представителей всех конфессий далеко за пределами индуизма. Их притягивает к себе мистическое божество храма, исполняющее желания посетителей.
Согласно «Книге рекордов Гиннесса» храм Венкатешвары является самым посещаемым храмом в мире. Ежедневно он привлекает от 60 до 70 тысяч паломников. В новогодние праздники их число возрастает до 100 тысяч. Его ежегодный бюджет составляет около 60 млн долларов США, что делает его также одним из самых богатых по текущим доходам. Храм Тирумалы Венкатешвары стал образцом храмов Баладжи, которые можно встретить в разных странах мира, включая США, Великобританию и Австралию.

## Малайяппа свами и его супруги

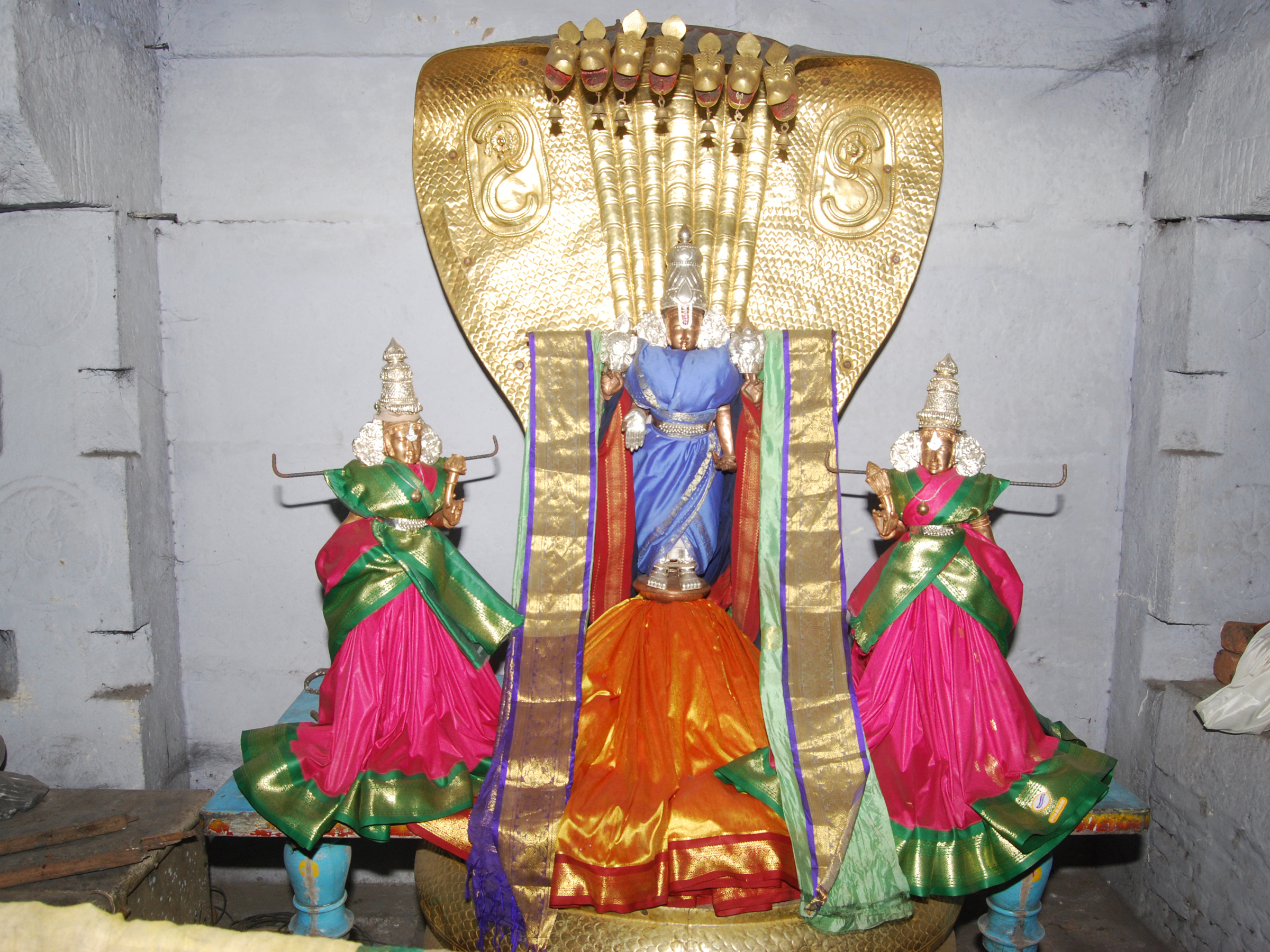
Праздничное мурти (утсава виграха) Векатешвары вместе с Шри-деви и Бху-деви (Конетирая, Читтур)

Главным событием брахмотсавам является праздничная процессия во главе с верховным божеством Храма Тирумалы Венкатешвары. Оно представлено особым переносным утсава-мурти Венкатешвары, называемым Малайяппа свами или Утсава-бера (англ. Malayappa swami, Utsava Beram). Оно представляет точную копию главного божества храма, неизменно пребывающего в своём святилище. Малайяппа свами окружают две супруги, богини Шри-деви и Бху-деви. Обе считаются аспектами богини Лакшми, первая воплощает богатство, счастье и успех, а вторая — Землю. Все три божества участвуют в процессиях по улицам, окружающим храм.

## Праздничные мероприятия
Подготовка к главному празднику в штате Андхра-Прадеш начинается за несколько недель. Тирумалу и храм Венкатешвары убирают и украшают электрическими и цветочными гирляндами. Перед официальным началом проводится ритуал для Вишваксены, предводителя армии Вишну, который, как и Ганеша, способен устранять препятствия и защитить празднование.
Перед началом праздника проводится ритуал посева семян в честь плодородия и изобилия. Ритуал получил известность как «анкурарпана» (ankurarpana). В первый день брахмотсавам происходит поднятие флага Вишну «Дваджарохана» (dvajarohana) с изображением Гаруды. Флаг символизирует приглашение божеств для участия в праздновании. Гаруда устремляется в небеса и летит в дева-локу, царство богов, чтобы пригласить их посетить празднование. После поднятия флага премьер-министр штата Андхра-Прадеш, ежегодно открывающий праздник, предлагает в дар Венкатешваре новую шёлковую одежду.

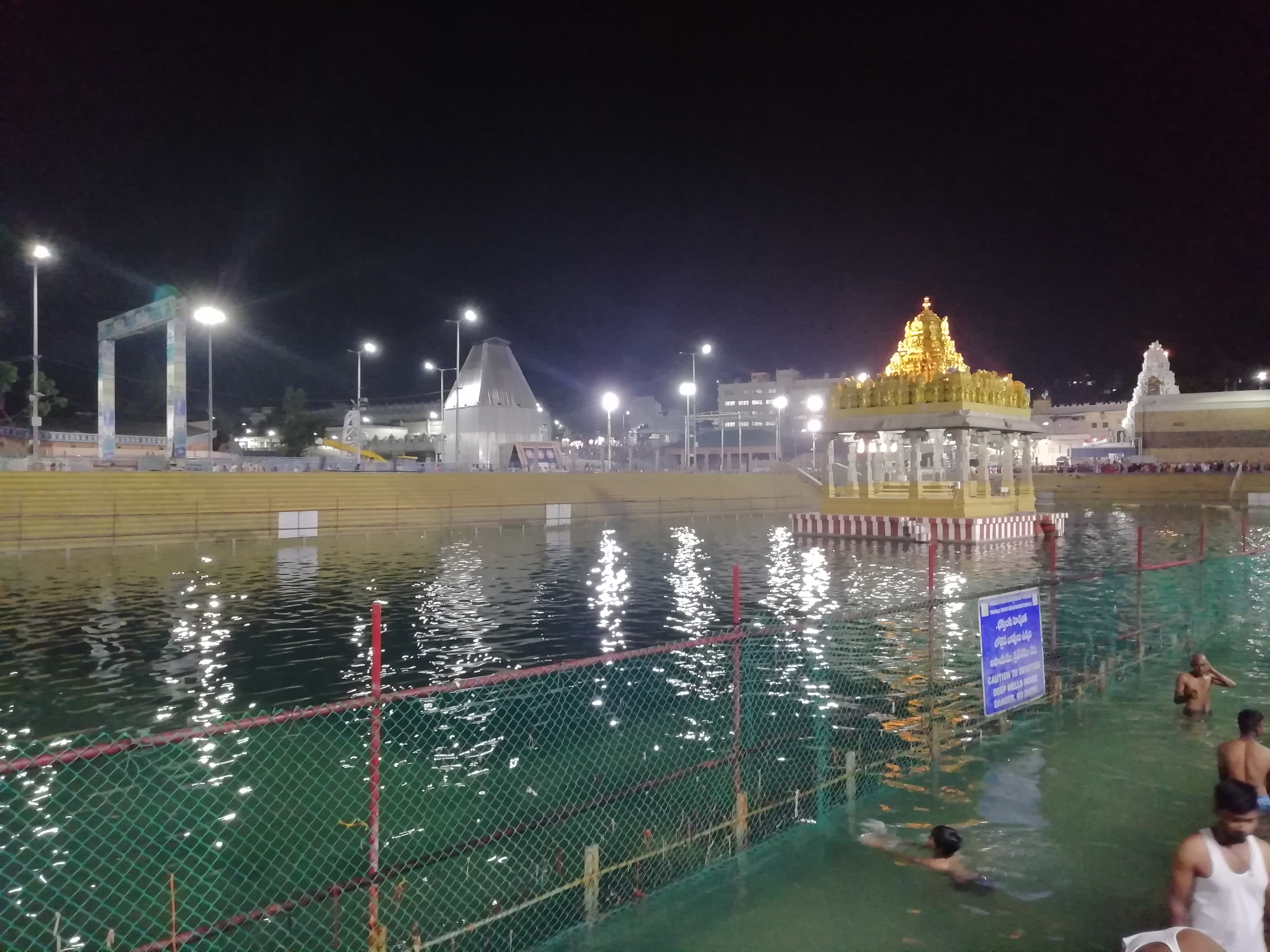
Храмовый пруд «Свами пушкарини»

Религиозные мероприятия во течение празднования включают ежедневные хомы (яджны) и шествия по улицам вокруг храма. Украшенное божество со своими супругами участвует в шествии в утренние и вечерние часы каждого из девяти дней праздника. Процессия проводится на четырёх улицах, окружающих главный храм. Чтобы отдать дань уважения богу Брахме, перед процессией везут пустую деревянную колесницу, в которой, как считается, незримо находится сам Брахма. Колесница известна как Брахма-ратхам (Brahmaratham), то есть колесница Брахмы.
Вечером пятого дня Малайяппа свами и Гаруду украшают гирляндами цветов. Затем гирлянда [уточнить]Малайяппа свами отправляется в Храм Андаль в Шривиллипутуре, находящийся недалеко от Мадурая, на свадебный праздник единственной поэтессы-альвара Андаль. Каждый день мурти по-новому одеваются и украшаются. Каждая процессия имеет особое значение и приносит разные благословения её участникам. Многие паломники участвуют в праздновании, рассчитывая на достижения вполне земных целей, таких как рождение детей, богатство или успехи в образовании.
Последний посвящён «дню рождению» Венкатешвары. Образ Сударшана-чакры омывается паломниками в храмовом пруду «Свами пушкарини». Затем он помещается на высокую платформу и фонтан из Сударшана-чакры в виде водопада благословляет паломников. Вечером последнего девятого дня флаг с изображением Гаруды опускают.
Сотни тысяч людей целыми семьями и кланами стекаются в Тирумалу каждый год для участия в брахмотсавам. Если они не в состоянии совершить поездку к Венкатешваре, они будут отмечать брахмотсавам во многих других храмах Баладжи, разбросанных по всей Индии и за её пределами.

## Виды вахан
Каждый день Малайяппа свами передвигается на специальных носилках или колеснице, символизирующих ваханы, то есть ездовых животных и птиц божеств. К ним относятся:
| День праздника       | Вахана (eng.)            | Вахана                                    |
| -------------------- | ------------------------ | ----------------------------------------- |
| Вечер первого дня    | Pedda Sesha Vahanam      | Педда-Шеша (большой семиголовый Шеша)     |
| Утро второго дня     | Chinna Sesha Vahanam     | Чина-Шеша (малый Шеша)                    |
| Вечер второго дня    | Hamsa Vahanam            | Хамса                                     |
| Утро третьего дня    | Simha Vahanam            | Симха                                     |
| Вечер третьего дня   | Muthyala Pallaki Vahanam | *Венкатешвара на павлине в образе Кришны  |
| Утро четвёртого дня  | Kalpa Vruksha Vahanam    | Калпаврикша                               |
| Вечер четвёртого дня | Sarva Bhoopala Vahanam   | Восемь хранителей сторон света            |
| Утро пятого дня      | Mohini Avatharam         | *Венкатешвара в паланкине в образе Мохини |
| Вечер пятого дня     | Garuda Vahanam           | Гаруда                                    |
| Утро шестого дня     | Hanumantha Vahanam       | Хануман                                   |
| Вечер шестого дня    | Gaja Vahanam             | Слон                                      |
| Утро седьмого дня    | Surya Prabha Vahana      | Сурья                                     |
| Вечер седьмого дня   | Chandra Praba Vahana     | Чандра                                    |
| Утро восьмого дня    | Swarna Rathotsavam       | Золотая колесница                         |
| Вечер восьмого дня   | Ashwa Vahanam            | Лошадь                                    |
| Утро девятого дня    | Pallaki Utsavam          | Паланкин (навес)                          |
| Вечер девятого дня   | Chakra Snanam            | Сударшана-чакра                           |

* отдельные образы божеств.
Образы Венкатешвары во время праздничных процессий
|                           |                        |                |             |        |                                         |               |                   |
| Педда-Шеша (большой Змей) | Чина-Шеша (малый Змей) | Хамса (Лебедь) | Симха (Лев) | Павлин | Калпаврикша (Дерево исполнения желаний) | Чандра (Луна) | Золотая колесница |